# Томас Пелем-Голлс
Томас Пелем-Голлс, 1-й герцог Ньюкасл (англ. Thomas Pelham-Holles; 21 липня 1693 — 17 листопада 1768), 4-й і 6-й прем'єр-міністр Великої Британії з 1754 до 1756 та з 1757 до 1762 року. Для нього як нащадка 1-го герцога 1-ї креації Ньюкасл-апон-Тайн, було заново створено титул. Таким чином він став 1-м герцогом Ньюкасл-апон-Тайн 3-ї креації.
Для нього ж, коли стало зрозуміло, що він більше не матиме дітей, у 1757 році було започатковано титул «герцог Ньюкасл-андер-Лайн», який успадкував його племінник.

## Біографія
Народився у Лондоні 21 липня 1693 року. Старший син 1-го барона Пелема від другої дружини леді Ґрейс Голл, молодшої сестри 1-го герцога Ньюкасл-апон-Тайн. У 1711 році помер його дядько, а за рік і батько. Обидва залишили йому свої величезні володіння. По досягненню повноліття він став одним з найбільших землевласників у Великій Британії. Однією з умов заповіту дядька було додавання прізвища Голлс до його власного.
У молодості був протеже Роберта Волпола, при якому служив понад 20 років до 1742 року. Разом зі своїм братом Генрі перебував при владі близько 10 років. Після смерті Генрі він зайняв пост прем'єр-міністра 6 років (за два різних періоди).
Був одружений з 1718 року з леді Генріеттою Годолфін, онукою 1-го герцога Мальборо. Шлюб був бездітним.
У 1756 році, маючи титул герцога Ньюкасл-апон-Тайн, він попрохав короля Георга II зробити його також герцогом Ньюкасл-андер-Лайн, з тим, щоб його племінник зміг успадкувати цей титул (у Великій Британії різні титули спадкуються різними способами, що зазвичай обговорюється при започаткуванні). Король задовольнив прохання. Таким чином, у 1768 році Генрі Пелем-Клінтон став 2-м герцогом Ньюкасл-андер-Лайн.